# Академічне веслування на літніх Олімпійських іграх 1920
Змагання з академічного веслування на літніх Олімпійських іграх 1920 в Антверпен (Бельгія), перших після Першої світової війни, тривали з 27 до 29 серпня. Розіграно 5 комплектів нагород, лише серед чоловіків.
На цих змаганнях проявили себе майбутні триразові олімпійські чемпіони Джон Б. Келлі стар., Джек Бересфорд і Пол Костелло. Келлі та Бересфорд зійшлися в драматичному поєдинку в парних одиночках, і перемогу здобув Келлі. Одразу ж після цього Келлі в парі зі своїм двоюрідним братом Полом Костелло легко виграв змагання парних двійок. Хоч на цих Олімпійських іграх Бересфорд і не здобув золотої медалі, однак згодом здобуватиме медалі на п'яти Олімпіадах поспіль.

## Медальний залік
| Дисципліна                     | Золото | Срібло | Бронза |
| ------------------------------ | --- | --- | --- |
| Парні одиночки                 | Джон Б. Келлі стар. (USA) | Джек Бересфорд (GBR) | Дарсі Гедфілд (NZL) |
| Парні двійки                   | Пол Костелло і Джон Б. Келлі стар. (USA)                                                                                             | П'єтро Анноні і Ермініо Донес (ITA) | Гастон Жиран і Альфред Пле (FRA) |
| Розпашні двійки зі стерновим   | Італія (ITA) Ерколе Ольджені Джованні Скаттурін Гвідо Де Феліп                                                                       | Франція (FRA) Габріель Пуа Моріс Монне-Бутон Ернест Барбероль                                                                                       | Швейцарія (SUI) Едуар Кандево Альфред Фельбер Поль П'яже                                                                                     |
| Розпашні четвірки зі стерновим | Швейцарія (SUI) Віллі Брюдерлін Макс Рудольф Пауль Рудольф Ганс Вальтер Пауль Штауб                                                  | США (USA) Кен Маєрс Карл Клоуз Франц Федершмідт Еріх Федершмідт Шерм Кларк                                                                          | Норвегія (NOR) Бірґер Вар Теодор Клем Генрі Ларсен Пер Ґульбрандсен Торальф Гаґен                                                            |
| Вісімки                        | США (USA) Верджил Джакоміні Едвін Ґрейвз Вільям Джордан Едвард Мур Олден Санборн Доналд Джонстон Вінс Ґаллагер Клайд Кінґ Шерм Кларк | Велика Британія (GBR) Еварт Горсфолл Ґай Олівер Ніколс Річард Лукас Волтер Джеймс Джон Кемпбелл Себастьян Ерл Ралф Шоув Сідні Сванн Робін Джонстоун | Норвегія (NOR) Теодор Наґ Конрад Ольсен Адольф Нільсен Гокон Еллінґсен Торе Мікельсен Арне Мортенсен Карл Наґ Толлеф Толлефсен Торальф Гаґен |

## Країни, що взяли участь
Змагалися 136 веслувальників з 14-ти країн:
- Бельгія (20)
- Бразилія (5)
- Канада (5)
- Чехословаччина (15)
- Данія (1)
- Франція (14)
- Велика Британія (10)
- Італія (6)
- Нідерланди (12)
- Нова Зеландія (1)
- Норвегія (13)
- Швеція (6)
- Швейцарія (13)
- США (15)

## Таблиця медалей
| Місце               | Країна                | Золото | Срібло | Бронза | Загалом |
| ------------------- | --------------------- | ------ | ------ | ------ | ------- |
| 1                   | США (USA)             | 3      | 1      | 0      | 4       |
| 2                   | Італія (ITA)          | 1      | 1      | 0      | 2       |
| 3                   | Швейцарія (SUI)       | 1      | 0      | 1      | 2       |
| 4                   | Велика Британія (GBR) | 0      | 2      | 0      | 2       |
| 5                   | Франція (FRA)         | 0      | 1      | 1      | 2       |
| 6                   | Норвегія (NOR)        | 0      | 0      | 2      | 2       |
| 7                   | Нова Зеландія (NZL)   | 0      | 0      | 1      | 1       |
| Загалом (7 збірних) | Загалом (7 збірних)   | 5      | 5      | 5      | 15      |